# Brugseni
Brugseni (eigentlich Kalaallit Nunaanni Brugseni (KNB)) ist eine grönländische Supermarktkette.

## Geschichte
Brugseni wurde am 1. Januar 1991 durch den Zusammenschluss von sechs städtischen Konsumgenossenschaften (dänisch brugsen) gegründet. Diese waren in den 1960er und 1970er Jahren in Nanortalik, Maniitsoq, Nuuk, Qaqortoq, Sisimiut, Aasiaat, Paamiut und Ilulissat gegründet worden, wobei die Läden in Aasiaat und Ilulissat später schließen mussten. Dazu gab es Genossenschaften in Narsaq, Qeqertarsuaq, Qasigiannguit und Arsuk ohne eigenen Laden. Das Genossenschaftskonzept wurde populär in Grönland und breitete sich auf andere Wirtschaftsbereiche wie die Stromversorgung und Fischerei und Jagd aus, sodass 1972 der Genossenschaftsverband KAPIKAT gegründet wurde, der später Dachverband für KNB und den Produktionsgenossenschaftsverband NIPIKAT wurde. Von den Genossenschaftsverbänden überlebte aus politischen Gründen nur KNB. Der Zusammenschluss war aus ökonomischen Gründen erfolgt, nachdem neben den Läden in Aasiaat und Ilulissat auch Nebenfilialen in Sisimiut, Maniitsoq und Nuuk geschlossen oder verkauft werden mussten. Heute ist Brugseni neben Pisiffik und Pilersuisoq eine der drei wichtigsten Supermarktketten in Grönland.

## Standorte

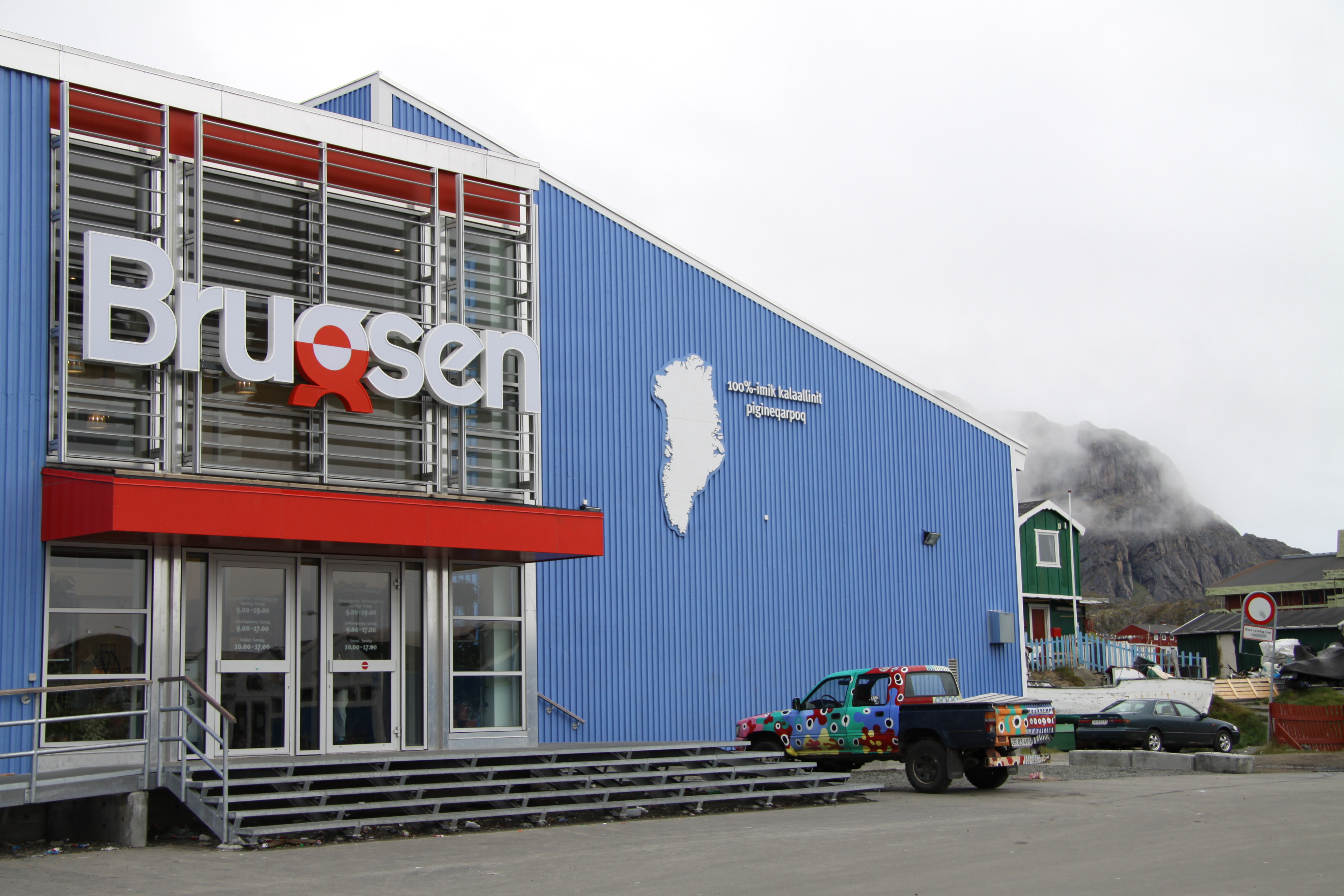
Brugseni in Sisimiut, 2010

Brugseni unterhält sechs Filialen in Nuuk, drei in Sisimiut, je zwei in Maniitsoq und Qaqortoq und je eine in Ilulissat, Nanortalik, Narsaq und Paamiut, wobei die größeren Filialen den Namen Brugseni („Konsumgenossenschaft“) tragen, die kleineren Nebenfilialen den Namen Brugseneeraq („Kleine Konsumgenossenschaft“). Brugseni deckt damit etwa 38.700 Menschen in Grönland ab, was etwa 68 Prozent der Bevölkerung entspricht.

## Leitung

### Direktoren
- 1997–1999: Leif C. Louring Hansen
- 1999–2003: Carsten Lynghøj Christensen
- 2003–2012: Olav Tom Thomsen
- seit 2012: Susanne Christensen

### Aufsichtsratsvorsitzende
- 1997–1999: Peter Mathiassen
- 1999–2005: Samuel „Akaaraq“ Olsen
- 2005–2009: Arne Lund
- 2009–2011: Ole Mølgaard-Motzfeldt
- 2011–2012: Samuel „Akaaraq“ Olsen
- 2012–2014: Ib Lennert Olsen
- 2014: Sivert Olsen
- 2014–2016: Aalipaaraq Kreutzmann
- 2016–2018: Ib Lennert Olsen
- 2018–2020: Karla Bisgaard
- 2020–2022: Avijâja Jepsen
- seit 2022: Mogens Fontain

Quelle: